# جيمس ماكفيرسون راسيل
جيمس ماكفيرسون راسيل (بالإنجليزية: James McPherson Russell)‏ هو محامي وسياسي أمريكي، ولد في 10 نوفمبر 1786 في يورك في الولايات المتحدة، وتوفي في 14 نوفمبر 1870. انتخب عضو مجلس النواب الأمريكي.